# Еріка Вібе
Еріка Елізабет Вібе (англ. Erica Elizabeth Wiebe; нар. 13 червня 1989, Стітсвілл, Онтаріо) — канадська борчиня вільного стилю, бронзова призерка чемпіонату світу, дворазова бронзова призерка Панамериканських чемпіонатів, переможниця чемпіонату та Ігор Співдружності, чемпіонка Олімпійських ігор.

## Біографія
Боротьбою почала займатися з 2003 року. Була срібною призеркою Панамериканського чемпіонату 2007 року серед юніорів.
Виступає за борцівський клуб «Calgary Dinos» з Калгарі, Альберта.
Краща подруга Жасмін М'ян, з якою разом починали свій шлях в національній збірній у віці 16 років.

## Спортивні результати на міжнародних змаганнях

### Виступи на Олімпіадах
| Змагання                    | Збірна | Вагова категорія          | Місце  |
| --------------------------- | ------ | ------------------------- | ------ |
| Літні Олімпійські ігри 2016 | Канада | жіноча боротьба, до 75 кг | Золото |
| Літні Олімпійські ігри 2020 | Канада | жіноча боротьба, до 76 кг | 11     |

### Виступи на Чемпіонатах світу
| Змагання                        | Збірна | Вагова категорія          | Місце  |
| ------------------------------- | ------ | ------------------------- | ------ |
| Чемпіонат світу з боротьби 2013 | Канада | жіноча боротьба, до 72 кг | 7      |
| Чемпіонат світу з боротьби 2014 | Канада | жіноча боротьба, до 75 кг | 10     |
| Чемпіонат світу з боротьби 2018 | Канада | жіноча боротьба, до 76 кг | Бронза |
| Чемпіонат світу з боротьби 2019 | Канада | жіноча боротьба, до 76 кг | 9      |

### Виступи на Панамериканських чемпіонатах
| Змагання                                   | Збірна | Вагова категорія          | Місце  |
| ------------------------------------------ | ------ | ------------------------- | ------ |
| Панамериканський чемпіонат з боротьби 2013 | Канада | жіноча боротьба, до 72 кг | Бронза |
| Панамериканський чемпіонат з боротьби 2019 | Канада | жіноча боротьба, до 76 кг | Бронза |

### Виступи на Кубках світу
| Змагання                    | Збірна | Вагова категорія          | Місце |
| --------------------------- | ------ | ------------------------- | ----- |
| Кубок світу з боротьби 2014 | Канада | жіноча боротьба, до 75 кг | 4     |
| Кубок світу з боротьби 2018 | Канада | команда                   | 5     |
| Кубок світу з боротьби 2020 | Канада | жіноча боротьба, до 76 кг | 5     |

### Виступи на чемпіонатах Співдружності
| Змагання                                | Збірна | Вагова категорія          | Місце  |
| --------------------------------------- | ------ | ------------------------- | ------ |
| Чемпіонат Співдружності з боротьби 2011 | Канада | жіноча боротьба, до 72 кг | Золото |

### Виступи на Іграх Співдружності
| Змагання                | Збірна | Вагова категорія          | Місце  |
| ----------------------- | ------ | ------------------------- | ------ |
| Ігри Співдружності 2014 | Канада | жіноча боротьба, до 75 кг | Золото |
| Ігри Співдружності 2018 | Канада | жіноча боротьба, до 76 кг | Золото |

### Виступи на інших змаганнях
| Змагання                                                     | Збірна | Вагова категорія          | Місце  |
| ------------------------------------------------------------ | ------ | ------------------------- | ------ |
| Гран-прі Німеччини з боротьби 2008                           | Канада | жіноча боротьба, до 72 кг | 7      |
| Гран-прі Німеччини з боротьби 2009                           | Канада | жіноча боротьба, до 72 кг | 5      |
| Austrian Ladies Open 2009                                    | Канада | жіноча боротьба, до 72 кг | 8      |
| Austrian Ladies Open 2010                                    | Канада | жіноча боротьба, до 72 кг | 12     |
| Відкритий міжнародний турнір «Sunkist Kids» 2010             | Канада | жіноча боротьба, до 72 кг | Бронза |
| Міжнародний меморіал Дейва Шульца 2011                       | Канада | жіноча боротьба, до 72 кг | 5      |
| Austrian Ladies Open 2011                                    | Канада | жіноча боротьба, до 72 кг | Бронза |
| Гран-прі Німеччини з боротьби 2011                           | Канада | жіноча боротьба, до 72 кг | 5      |
| Nordhagen Classics 2012                                      | Канада | жіноча боротьба, до 72 кг | Золото |
| Меморіал Іона Корнеану 2012                                  | Канада | жіноча боротьба, до 72 кг | Золото |
| Відкритий чемпіонат Польщі з боротьби 2012                   | Канада | жіноча боротьба, до 72 кг | 5      |
| Кубок Канади з боротьби 2012                                 | Канада | жіноча боротьба, до 72 кг | Золото |
| Чемпіонат світу з боротьби серед студентів 2012              | Канада | жіноча боротьба, до 72 кг | Срібло |
| Битва на водоспаді 2013                                      | Канада | жіноча боротьба, до 72 кг | Золото |
| Літня Універсіада 2013                                       | Канада | жіноча боротьба, до 72 кг | Бронза |
| Меморіал Вацлава Циолковського 2013                          | Канада | жіноча боротьба, до 72 кг | Золото |
| Міжнародний турнір Ньюйоркського атлетичного клубу 2013      | Канада | жіноча боротьба, до 72 кг | Бронза |
| Nordhagen Classics 2013                                      | Канада | жіноча боротьба, до 72 кг | Золото |
| Міжнародний меморіал Дейва Шульца 2014                       | Канада | жіноча боротьба, до 75 кг | Золото |
| Klippan Lady Open 2014                                       | Канада | жіноча боротьба, до 75 кг | Золото |
| Гран-прі Німеччини з боротьби 2014                           | Канада | жіноча боротьба, до 75 кг | Золото |
| Austrian Ladies Open 2014                                    | Канада | жіноча боротьба, до 75 кг | Золото |
| Чемпіонат світу з боротьби серед студентів 2014              | Канада | жіноча боротьба, до 75 кг | Золото |
| Кубок Бразилії з боротьби 2014                               | Канада | жіноча боротьба, до 75 кг | Срібло |
| Nordhagen Classics 2015                                      | Канада | жіноча боротьба, до 75 кг | Золото |
| Гран-прі «Іван Яригін» 2015                                  | Канада | жіноча боротьба, до 75 кг | Золото |
| Klippan Lady Open 2015                                       | Канада | жіноча боротьба, до 75 кг | Золото |
| Турнір «Олімпія» 2015                                        | Канада | жіноча боротьба, до 75 кг | Срібло |
| Гран-прі Німеччини з боротьби 2015                           | Канада | жіноча боротьба, до 75 кг | Золото |
| Кубок Канади з боротьби 2015                                 | Канада | жіноча боротьба, до 75 кг | Золото |
| Гран-прі Іспанії з боротьби 2015                             | Канада | жіноча боротьба, до 75 кг | Золото |
| Міжнародний меморіал Білла Фаррелла 2015                     | Канада | жіноча боротьба, до 75 кг | Золото |
| Тестовий турнір UWW 2016                                     | Канада | жіноча боротьба, до 75 кг | Срібло |
| Олімпійський кваліфікаційний турнір з боротьби 2016 (Фріско) | Канада | жіноча боротьба, до 75 кг | Золото |
| Гран-прі Німеччини з боротьби 2016                           | Канада | жіноча боротьба, до 75 кг | Золото |
| Кубок Канади з боротьби 2016                                 | Канада | жіноча боротьба, до 75 кг | Золото |
| Pro Wrestling League 2017                                    | Канада | команда                   | Бронза |
| Klippan Lady Open 2017                                       | Канада | жіноча боротьба, до 75 кг | Срібло |
| Київський Міжнародний турнір з боротьби 2017                 | Канада | жіноча боротьба, до 75 кг | Золото |
| Klippan Lady Open 2018                                       | Канада | жіноча боротьба, до 76 кг | Бронза |
| Київський Міжнародний турнір з боротьби 2018                 | Канада | жіноча боротьба, до 76 кг | Золото |
| Кубок Канади з боротьби 2018                                 | Канада | жіноча боротьба, до 76 кг | Золото |
| Гран-прі Іспанії з боротьби 2018                             | Канада | жіноча боротьба, до 76 кг | Золото |
| Відкритий чемпіонат Польщі з боротьби 2018                   | Канада | жіноча боротьба, до 76 кг | Золото |
| Klippan Lady Open 2019                                       | Канада | жіноча боротьба, до 76 кг | 8      |
| Турнір міста Сассарі з боротьби 2019                         | Канада | жіноча боротьба, до 76 кг | Золото |
| Кубок Канади з боротьби 2019                                 | Канада | жіноча боротьба, до 76 кг | Золото |
| Турнір Яшара Догу 2019                                       | Канада | жіноча боротьба, до 76 кг | Золото |
| Відкритий чемпіонат Польщі з боротьби 2019                   | Канада | жіноча боротьба, до 76 кг | 5      |
| Міжнародний меморіал Білла Фаррелла 2019                     | Канада | жіноча боротьба, до 76 кг | Золото |
| Меморіал Маттео Пелліконе 2020                               | Канада | жіноча боротьба, до 76 кг | Золото |
| Олімпійський кваліфікаційний турнір з боротьби 2020 (Оттава) | Канада | жіноча боротьба, до 76 кг | Золото |
| Київський Міжнародний турнір з боротьби 2021                 | Канада | жіноча боротьба, до 76 кг | Бронза |
| Меморіал Маттео Пелліконе 2021                               | Канада | жіноча боротьба, до 76 кг | Золото |
| Відкритий чемпіонат Польщі з боротьби 2021                   | Канада | жіноча боротьба, до 76 кг | Бронза |
| Klippan Lady Open 2023                                       | Канада | жіноча боротьба, до 76 кг | Золото |

### Виступи на змаганнях молодших вікових груп
| Змагання                                                 | Збірна | Вагова категорія          | Місце  |
| -------------------------------------------------------- | ------ | ------------------------- | ------ |
| Панамериканський чемпіонат з боротьби серед юніорів 2007 | Канада | жіноча боротьба, до 67 кг | Срібло |
| Чемпіонат світу з боротьби серед юніорів 2008            | Канада | жіноча боротьба, до 72 кг | 13     |
| Чемпіонат світу з боротьби серед юніорів 2009            | Канада | жіноча боротьба, до 72 кг | 7      |